# Dmitriy Zhelyabin
Dmitriy Aleksandrovich Zhelyabin (en russe : Дмитрий Александрович Желябин, Dmitri Aleksandrovitch Jeliabine ; né le 20 mai 1990) est un athlète russe, spécialiste du saut à la perche. 

## Biographie

### Palmarès
| Date | Compétition                                  | Lieu     | Résultat | Performance |
| ---- | -------------------------------------------- | -------- | -------- | ----------- |
| 2007 | Festival olympique de la jeunesse européenne | Belgrade | 2e       | 4,80 m      |
| 2009 | Championnats d'Europe juniors                | Novi Sad | 2e       | 5,25 m      |
| 2011 | Championnats d'Europe espoirs                | Ostrava  | 3e       | 5,55 m      |

### Records
| Épreuve          | Épreuve      | Performance | Lieu         | Date            |
| ---------------- | ------------ | ----------- | ------------ | --------------- |
| Saut à la perche | En plein air | 5,65 m      | Tcheboksary  | 5 juillet 2012  |
| Saut à la perche | En salle     | 5,50 m      | Tcheliabinsk | 16 janvier 2014 |